# Andy Sutcliffe

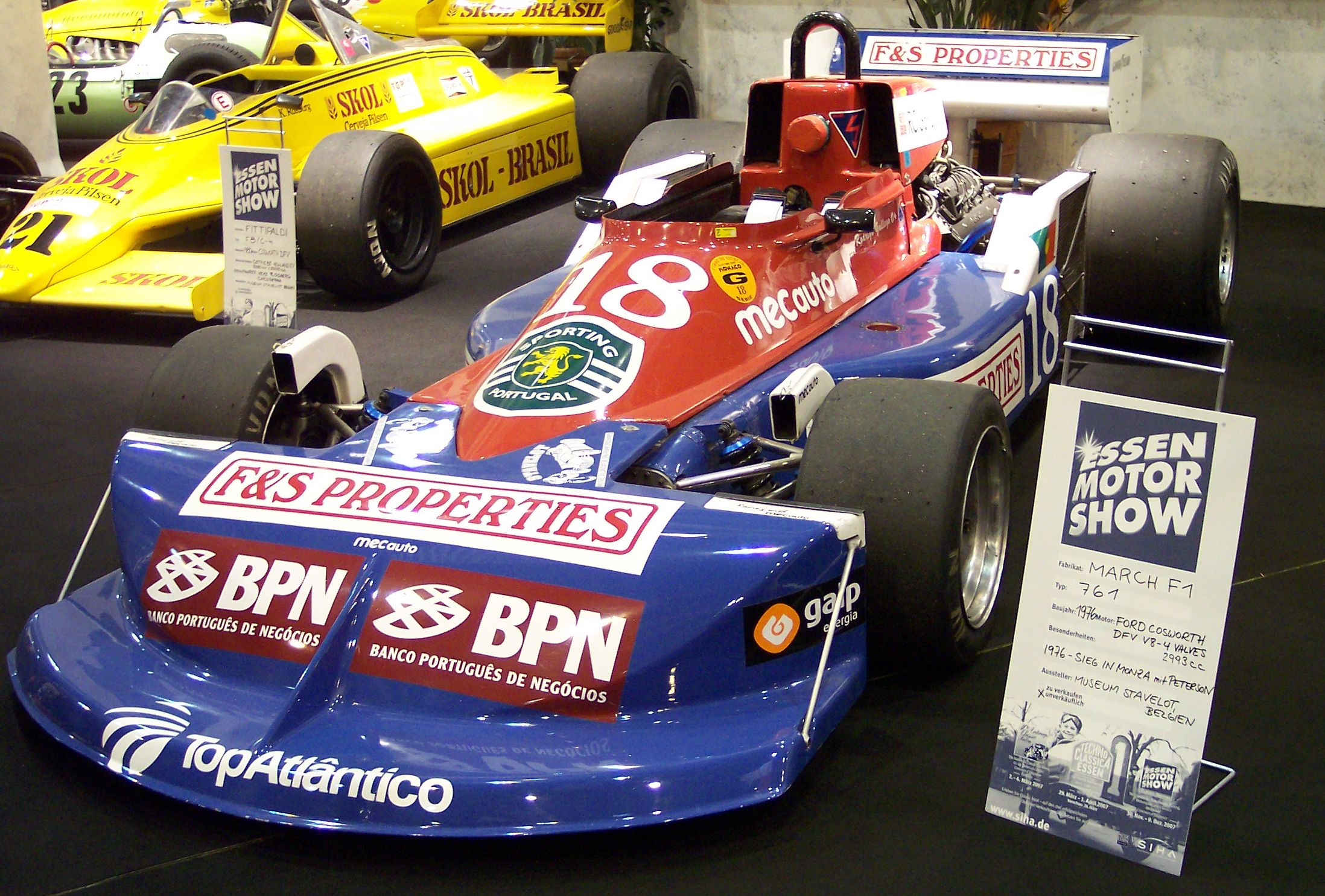
Der von Sutcliffe eingesetzte March 761 in der Lackierung von RAM Racing 1977

Andy Sutcliffe (* 9. Mai 1947 in Mildenhall, Suffolk; † 13. Juli 2015 in Pluckley, Ashford, Kent) war ein britischer Automobilrennfahrer, der in den 1970er-Jahren in verschiedenen Motorsportklassen einige Monoposto-Rennen bestritt. Er meldete sich zu einem Formel-1-Weltmeisterschaftslauf, scheiterte dort aber an der Vorqualifikation.

## Karriere
Sutcliffe gilt als Gelegenheitsrennfahrer. Er absolvierte keine klassische Motorsportkarriere, sondern nahm nur sporadisch an Automobilrennen teil. Eine Quelle berichtet, dass Sutcliffe in den 1970er-Jahren vornehmlich als Model gearbeitet habe.

### Formel 2
1973 bestritt Sutcliffe ein Rennen der Formel-2-Europameisterschaft für das Werksteam von March Engineering. Beim Kanonloppet 1973 in Karlskoga im August 1973 legte er zwölf Runden im March 732 zurück, bevor er durch einen Motorschaden vorzeitig ausfiel.
1974 fuhr Sutcliffe einen March 732 für das britische Team Brian Lewis Racing. Sutcliffe bestritt die ersten sechs Rennen der Meisterschaft. Beim Auftaktrennen in Montjuïc und beim Gran Premio del Mugello wurde er Sechster. Sein bestes Ergebnis erzielte er beim Grand Prix de Pau 1974, den er als Dritter beendete. In sechs Rennen erzielte Sutcliffe neun Meisterschaftspunkte. Damit lag er am Jahresende auf Rang 10 der Meisterschaft.
Für 1975 ist kein Renneinsatz Sutcliffes verzeichnet.

### Formel 1
In der Formel-1-Saison 1974 meldete die italienische Privatteam Scuderia Finotto einen Brabham BT42 für Sutcliffe zum Großen Preis von Großbritannien. Das Team, das beim vorherigen Rennen in Frankreich an der Qualifikation gescheitert war, erschien in Brands Hatch allerdings nicht.
Drei Jahre später wurde Sutcliffe von dem britischen Privatteam RAM Racing für den Großen Preis von Großbritannien 1977 gemeldet. Das 1976 gegründete Team trat mit einem March 761 (Chassis 761/3) an, der im Vorjahr von Ronnie Peterson und dem March-Werksteam eingesetzt worden war. RAM trat 1977 in erster Linie mit dem niederländischen Piloten Boy Hayje an, der bei sechs Rennen viermal die Qualifikation verpasste. In Großbritannien ersetzte RAM ihn durch Sutcliffe und brachte zusätzlich auch den Finnen Mikko Kozarowitzky an den Start. Bei dem Rennen in Silverstone waren 36 Fahrer gemeldet. Das machte die Durchführung einer Vorqualifikation erforderlich. Alle Privatteams, die nicht Mitglied der FOCA waren, sowie Gaststarter mussten am Mittwoch vor dem Grand Prix daran teilnehmen. Nur diejenigen Piloten, die während dieses Extra-Trainings eine ausreichende Rundenzeit erzielten, durften an den regulären Trainingseinheiten am Freitag und Samstag teilnehmen, in denen die Qualifikation für das Rennen ausgetragen wurde. Sutcliffe unterfiel dem Erfordernis der Vorqualifikation. Seine Trainingszeit reichte nicht, um ins Feld der Hauptqualifikanten aufzurücken. Sie lag um 3,5 Sekunden über der des späteren Polesitters James Hunt.
Eine weitere Teilnahme Sutcliffes an einem Formel-1-Rennen gab es nicht.